# Auguste Donnay
Pour les articles homonymes, voir Donnay.
 (janvier 2023).
Auguste Donnay, né le 22 mars 1862 à Liège et mort le 18 juillet 1921 à Jette-Saint-Pierre, est un peintre, illustrateur, lithographe et affichiste belge. Il est également professeur pendant plus de 20 ans à l'Académie royale des beaux-arts de Liège.

## Biographie

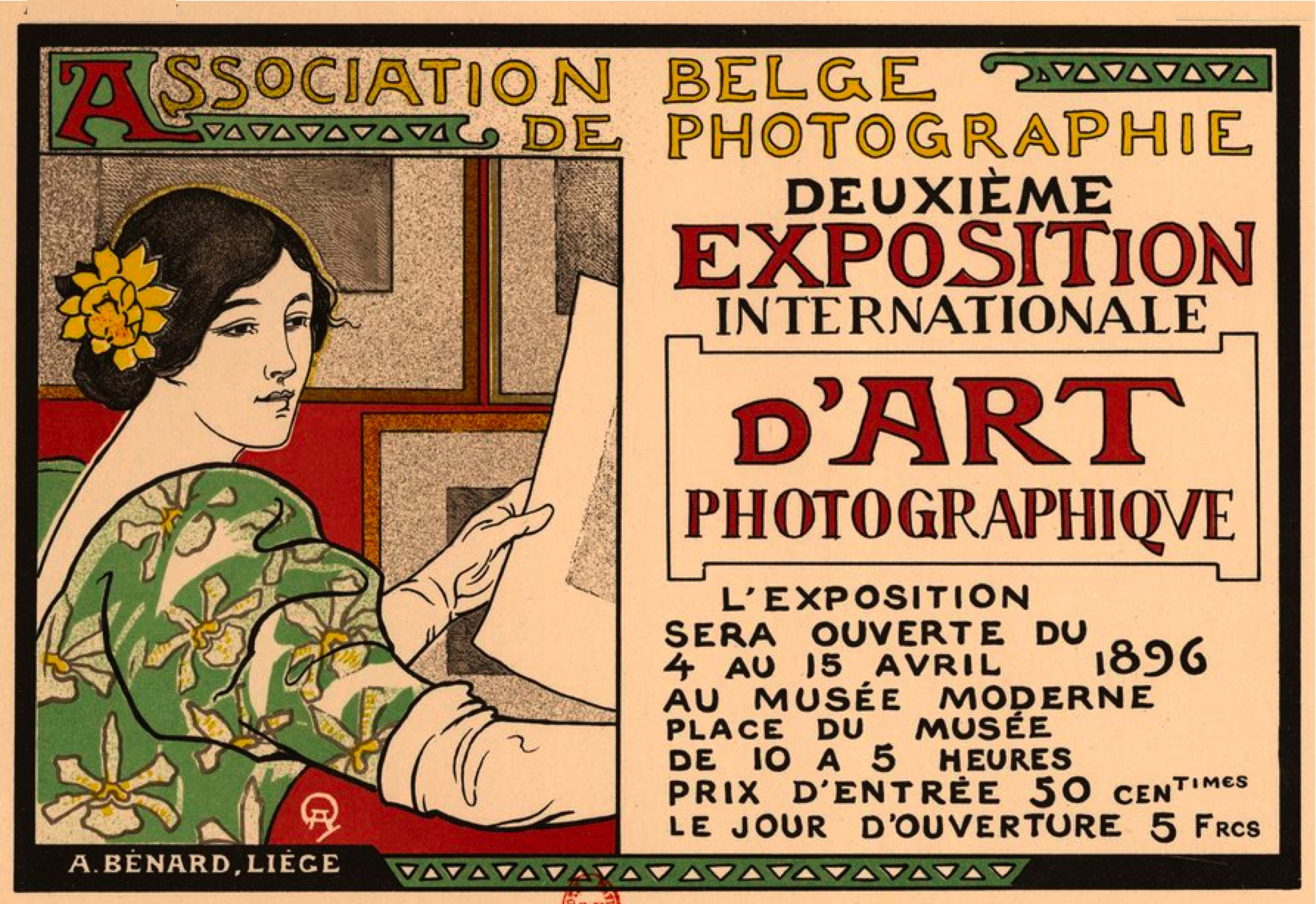
Affiche pour la 2e exposition d'art photographique de Liège (1896).

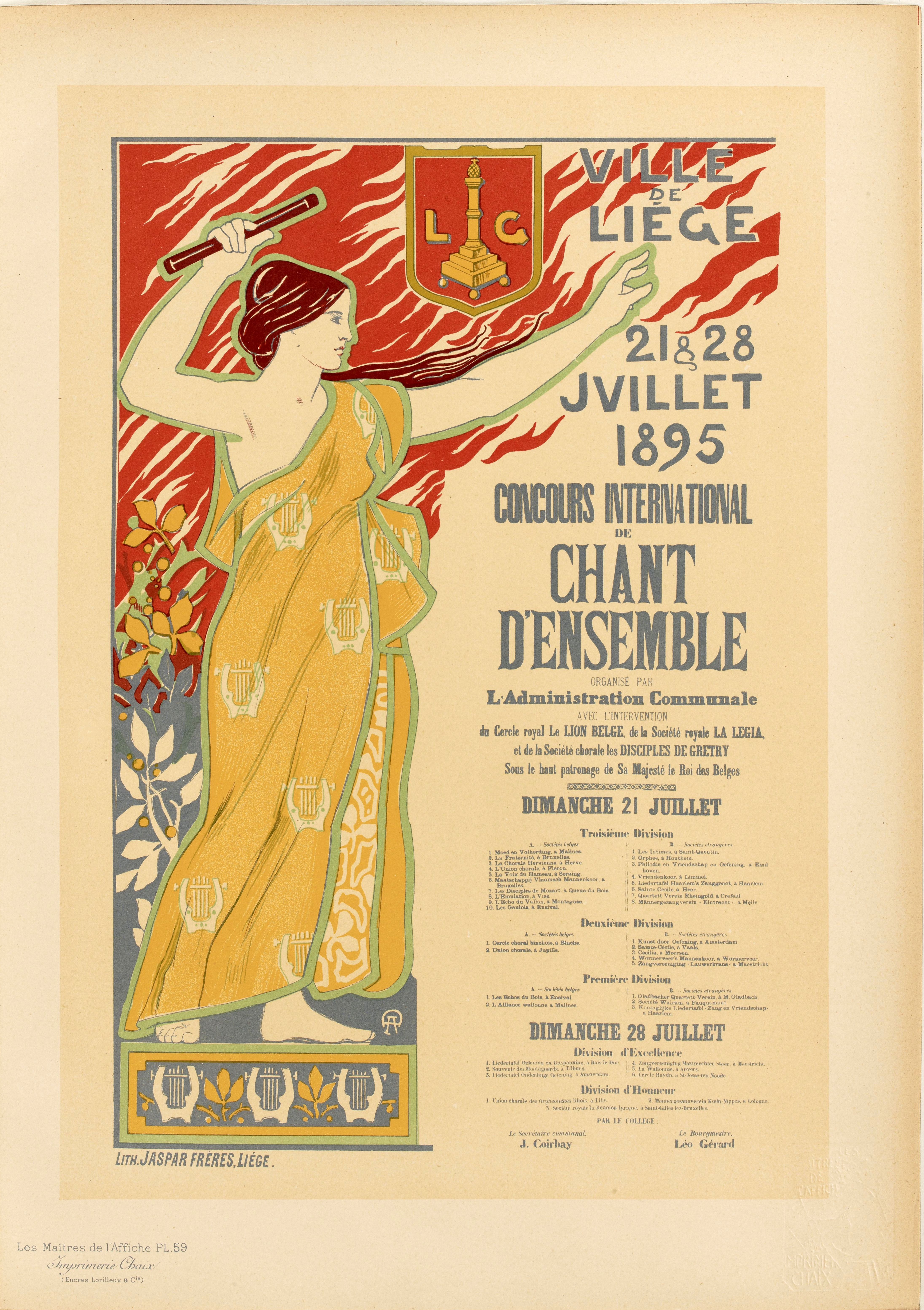
Concours international de chant d'ensemble

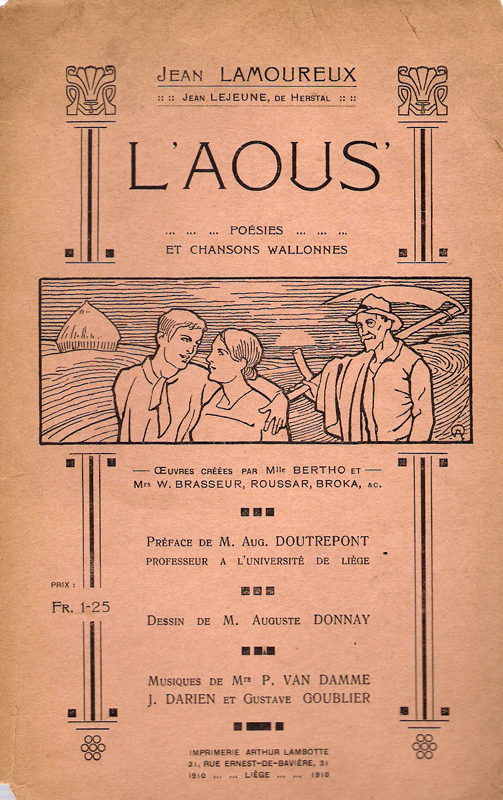
Dessin pour un ouvrage.

Parallèlement à un apprentissage de boiseur et marbreur (chez Delebecque, puis Berchmans père), il est inscrit aux cours du soir de l'Académie royale des beaux-arts de Liège, où il suit les cours d'Adrien de Witte. Il entame en 1888 sa carrière d'illustrateur, et travaille pour Caprice Revue et La Wallonie. Avec Armand Rassenfosse et Émile Berchmans, il réalise des affiches pour l'imprimeur-éditeur Auguste Bénard. L'une de ses créations, Concours international de chant d'ensemble, est d'ailleurs reproduite dans la revue Les Maîtres de l'affiche. En 1896, il participe au 3e salon de La Libre Esthétique à Bruxelles.
En 1900, il est nommé professeur d'art décoratif à l'Académie des beaux-arts de Liège où il inaugure un cours de composition ornementale.
En 1905, à l'occasion de l'Exposition internationale de Liège, Auguste Donnay prononce lors du Congrès wallon un discours dans lequel il entend définir une âme wallonne dans la peinture, qu'il oppose à l'âme d'une peinture flamande. C'est à cette époque qu'il s'installe à Méry (Esneux), un petit village de la vallée de l'Ourthe, à une quinzaine de kilomètres de Liège. Il se fait le chantre des paysages vallonnés du paysan mosan, aux couleurs de l'automne ou de l'hiver. On lui doit également, des cartons pour la décoration de l'église de Hastière-sur-Meuse. Il illustre par ailleurs de nombreux livres de poètes, notamment les Contes pour les Enfants d'hier, par son grand ami Albert Mockel et la couverture d'un recueil de poésies et chansons wallonnes, L'Aous, de Jean Lamoureux, et de légendes locales.
Victime de dépressions chroniques, il se suicide en 1921.
Il est inhumé au cimetière de Robermont à Liège.

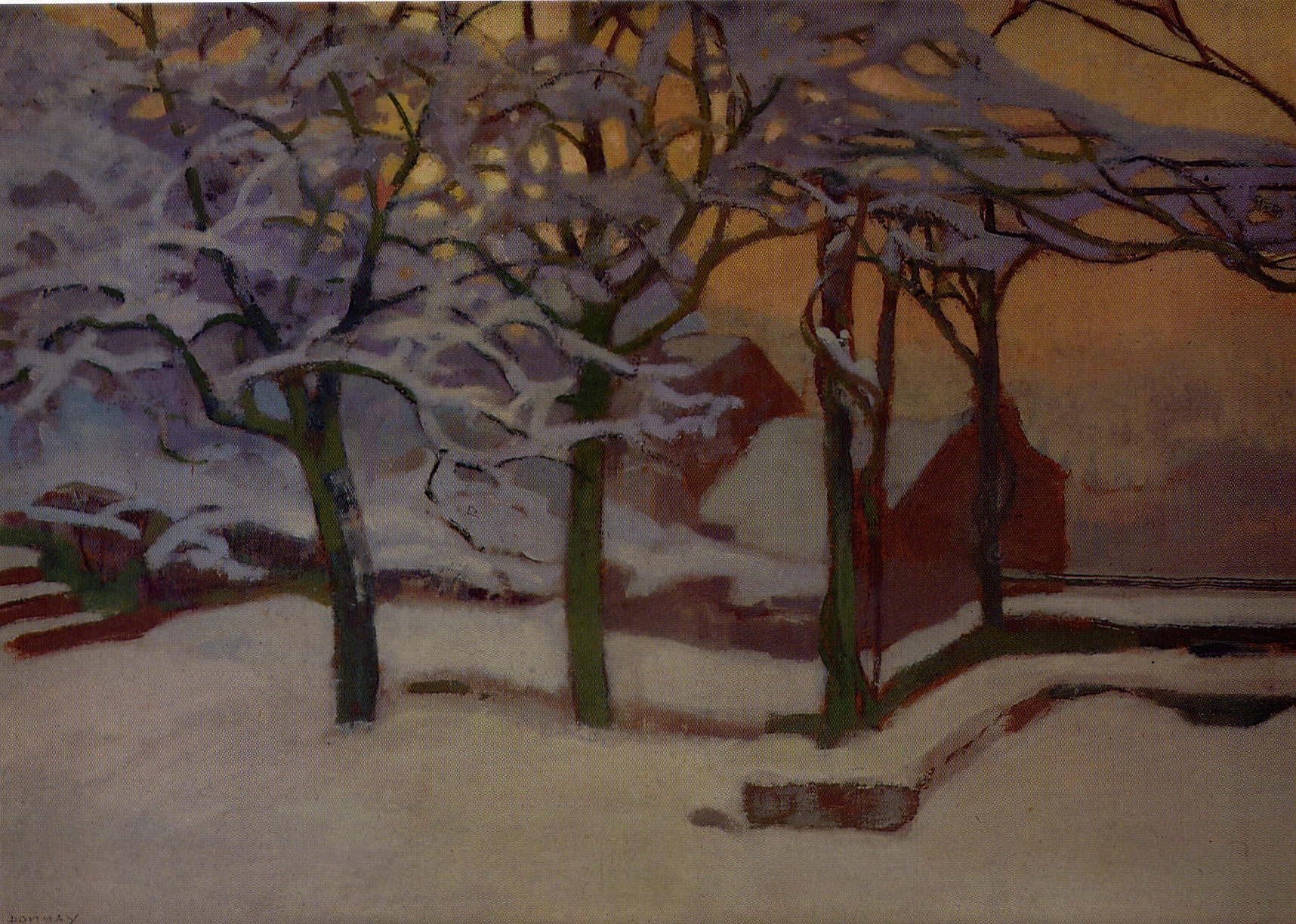
Jardin sous la neige, Musée des beaux-arts de Liège

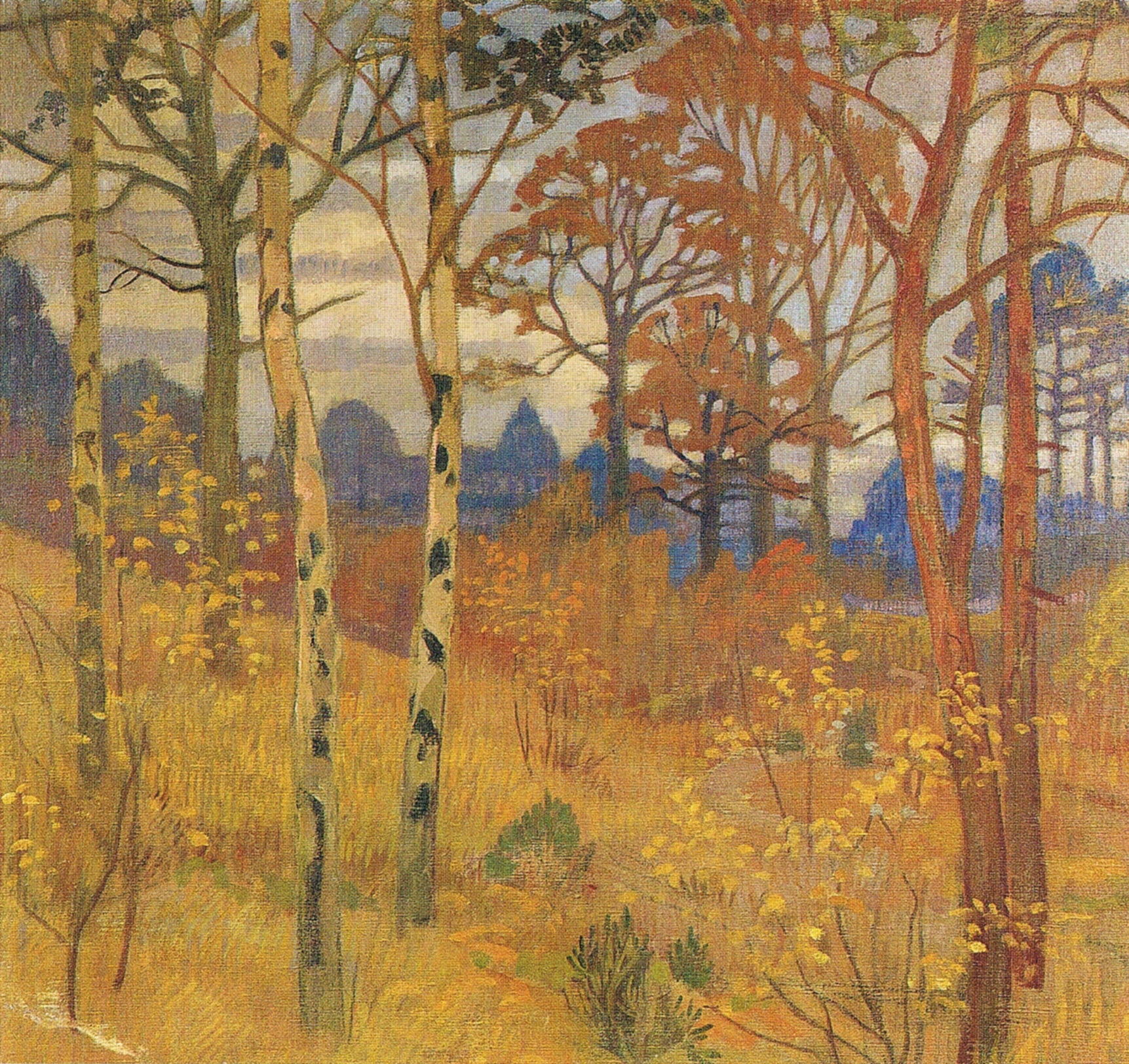
Paysage automnal

## Œuvres
- Illustration pour Ibis de Paul Leclercq, 1893.
- Artémis, lithographie pour L'Estampe moderne, 1897.
- L'Aube, mosaïque pour la Villa l'Aube de Gustave Serrurier-Bovy, 1903.
- Dessin gravé par Henri Baude sur les parts d'obligation de l'Emprunt de la ville de Liège de 1905.
- Exposition universelle de Liège, affiche, 1905
- Brume printanière-Matinée d'hiver, vers 1905-1910, huile sur carton, 45 × 70 cm, au Musée des beaux-arts de Liège.
- Paysage d'été, vers 1905-1910, pastel sur papier, 46 × 70 cm, au Musée des beaux-arts de Liège.
- Jardin sous la neige, au Musée des beaux-arts de Liège.
- La littérature wallonne, crayon lithographique, Arlon, Musée Gaspar-Collection de l'Institut Archéologique du Luxembourg.

## Publications
- Gustave Marissiaux, Visions d'artiste, avec une préface d'Auguste Donnay, Liège, Imprimerie Vaillant-Carmanne, 1908, 30 planches[2]

## Élèves
- Jean Donnay (1897-1992)

## Mémorial

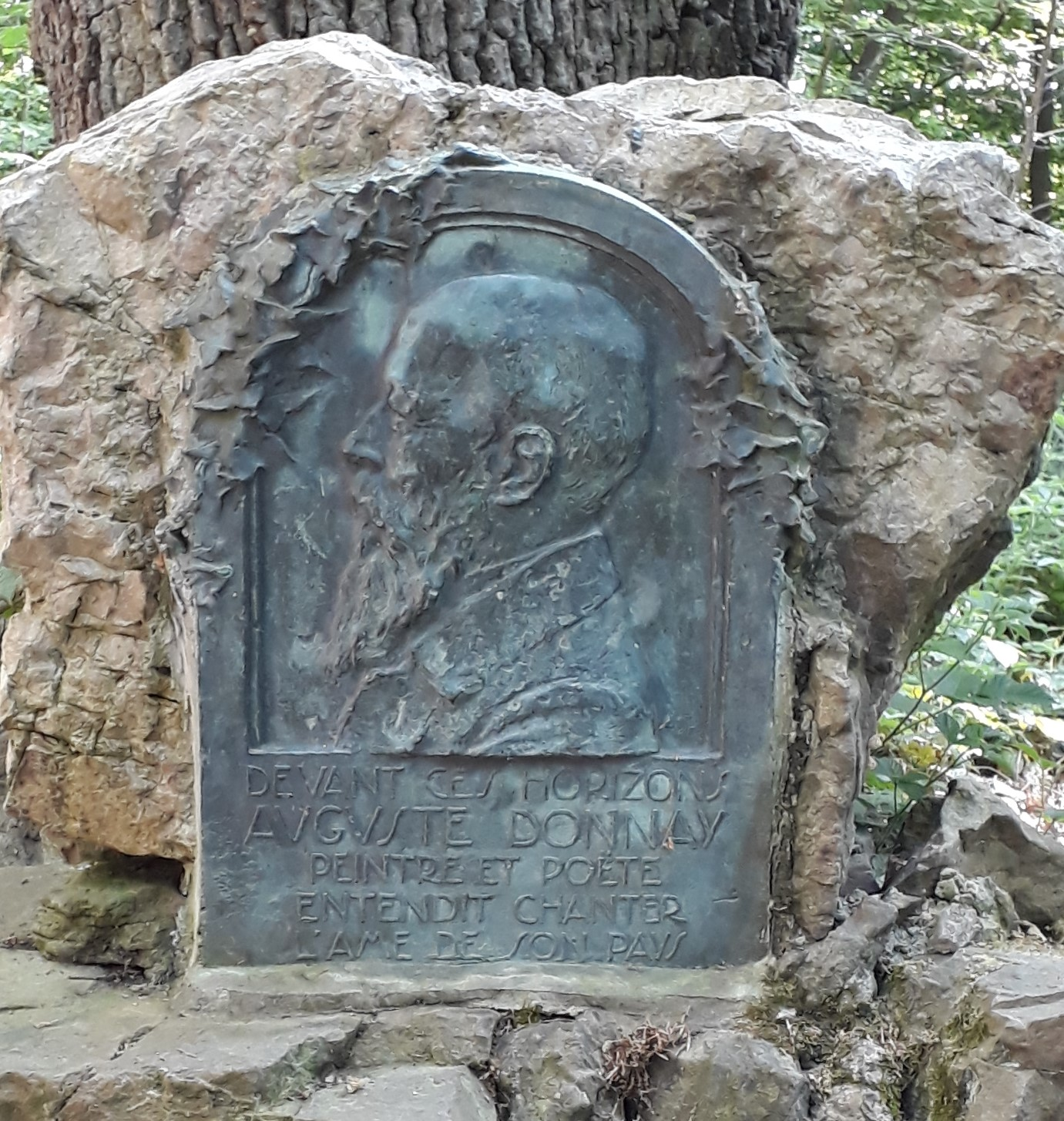
Le bas relief

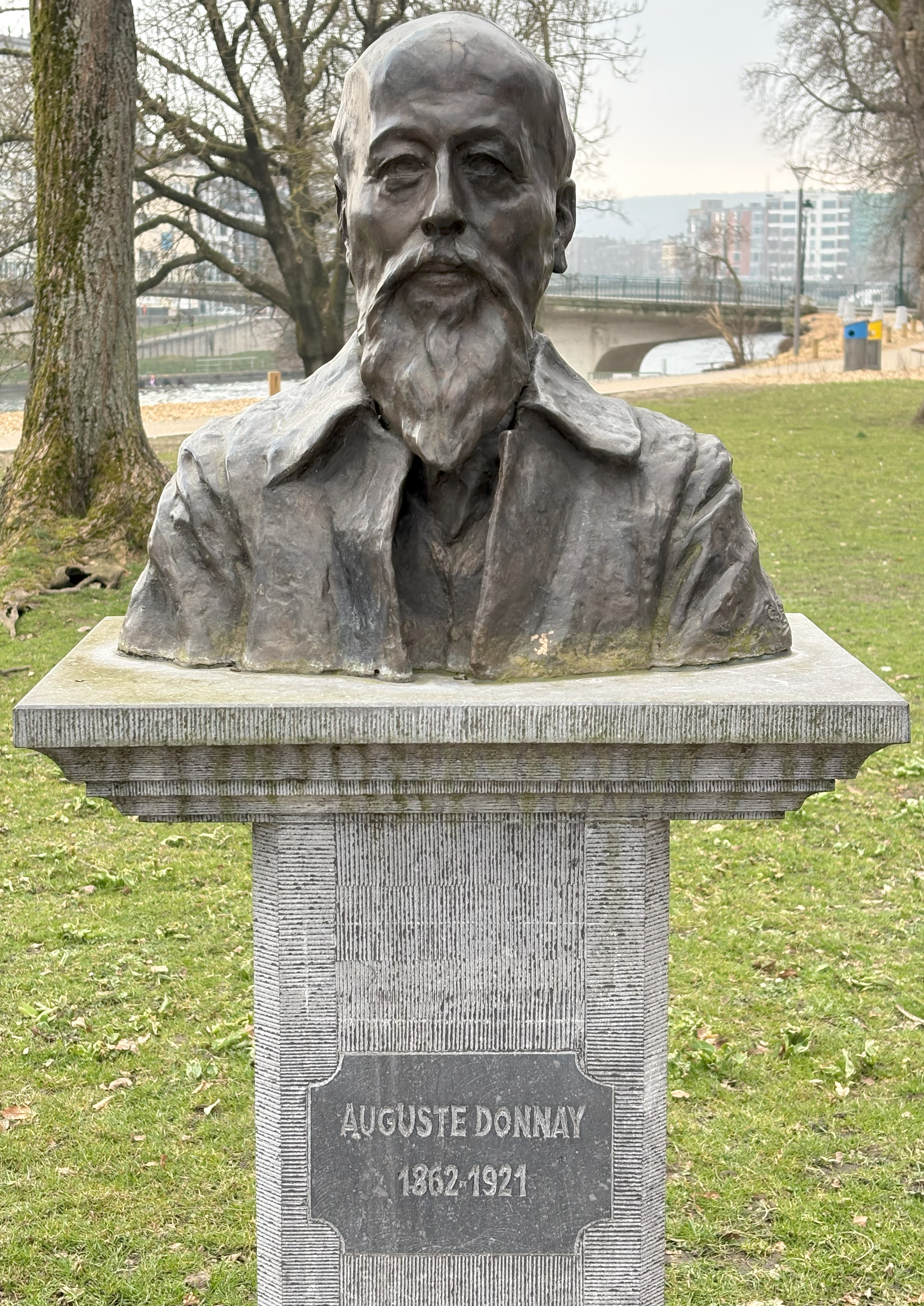
Monument Auguste Donnay, par le sculpteur Georges Petit, dans la roseraie du parc de la Boverie, à Liège.

Le Mémorial Auguste Donnay est inauguré le 4 septembre 1927.
Il est situé au sommet du Bois des Manants, sur la crête du coteau de Méry (Esneux).
Le bas-relief est réalisé par Georges Petit et posé sur une pierre brute, au sommet d’une série de roches assemblées.
Un belvédère fournissant un point de vue élevé sur la vallée de l’Ourthe est proche du mémorial.
L’idée initiale du Mémorial revient à Jacques Ochs. L’initiative en revient à l’Association pour la Défense de l’Ourthe qui en confie l’organisation à la société Tilff-Attractions.

## Distinction
- Chevalier de l'ordre de Léopold (19 mars 1903)[5].